# L'Isle-en-Dodon
L'Isle-en-Dodon är en kommun i departementet Haute-Garonne i regionen Occitanien i södra Frankrike. Kommunen ligger i kantonen L'Isle-en-Dodon som tillhör arrondissementet Saint-Gaudens. År 2022 hade L'Isle-en-Dodon 1 622 invånare.

## Befolkningsutveckling
Antalet invånare i kommunen L'Isle-en-Dodon
Referens:INSEE